# Музей Велкопоповицкого Козела
Музей Велкопопо́вицкого ко́зела (чеш. Музей Velkopopovický Kozel) — музей, находящийся в городе Велкопоповице на территории завода «Велкопоповицкий пивовар».

## История
Один из самых старых пивных музеев в Европе. Основан в конце XIX века потомками барона Рингхоффера. Неотъемлемая часть завода «Велкопоповицкий пивовар». 
Во время экскурсий можно ознакомиться с эволюцией пивоварения, технологиями создания пива, пивными машинами и т. д. На территории музея можно найти старые бочки, раритетные пивные кружки, стеклянные бутылки «Велкопоповицкого козела» более чем за 100 лет, а также различные части старых пивоваренных машин, насосов, фильтров и прочих устройств для производства, подачи и смешивания пива.

## Интерьер музея

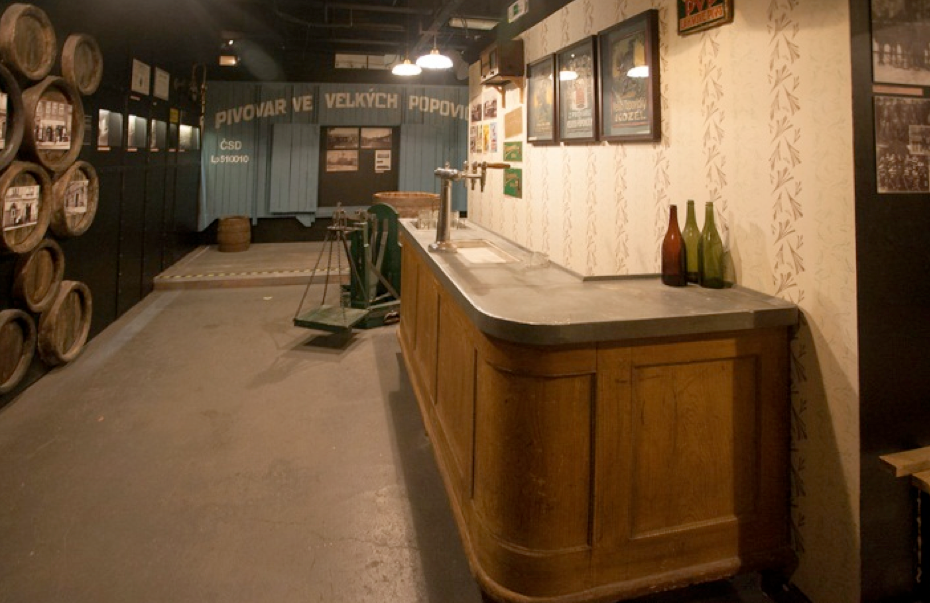
Предметы старины — неотъемлемая часть музея
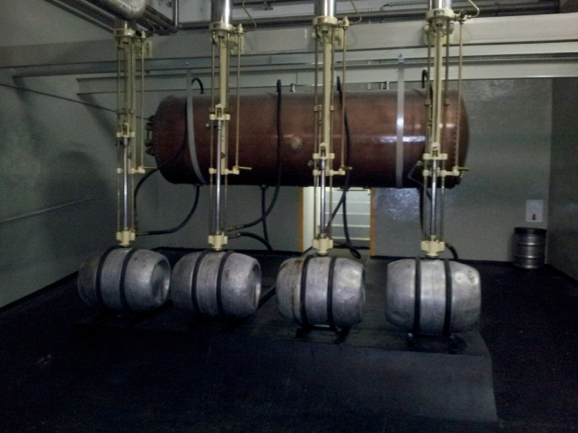
Технологии приготовления пива в музее уделяется много внимания
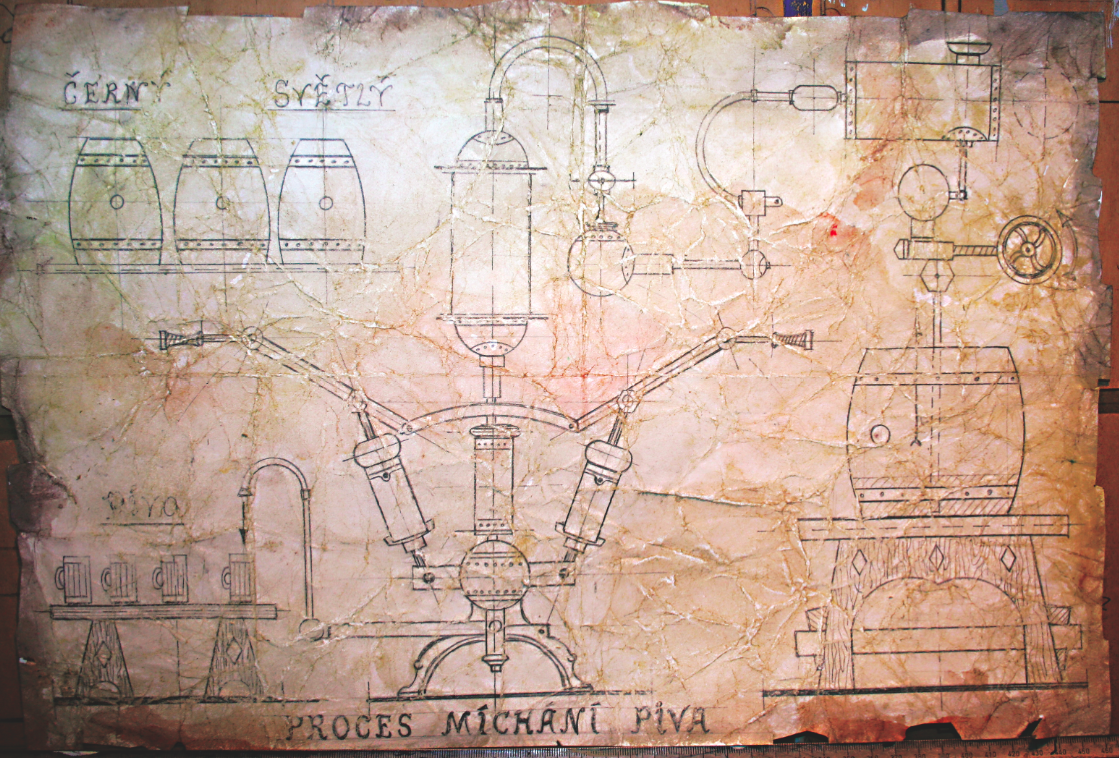
Одно из первых устройств для смешивания пива в Европе